# Kerk van Kirchborgum
De Kerk van Kirchborgum (Kirchborgumer Kirche) is een hervormde kerk in Kirchborgum, een Stadtteil van Weener in Oost-Friesland. Het kerkgebouw ligt aan de Eems en dateert uit het jaar 1827.

## Geschiedenis
Tot de reformatie behoorde Kirchborgum bij de proosdij Hatzum in het bisdom Münster. De eerste kerk van de plaats werd in 1636 gebouwd, maar werd nog in dezelfde eeuw bij de dijkdoorbraak door de Eems verwoest. Daarna bouwde men een nieuwe kerk, die na twee eeuwen wegens bouwvalligheid moest worden afgebroken.
Het huidige eenvoudige kerkgebouw ontstond in het jaar 1827. De zaalkerk werd naar een ontwerp van J.B. Kröger in de stijl van het classicisme gebouwd en kenmerkt zich door rondboogramen en lisenen onder een schilddak. De gedrongen klokkentoren, die eveneens als toegang dienst, dateert uit 1766 en werd op de plaats van een oudere toren gebouwd.
In de Tweede Wereldoorlog raakte de kerk zo zwaar beschadigd, dat men tot het herstel voor de kerkgang moest uitwijken naar Weener.

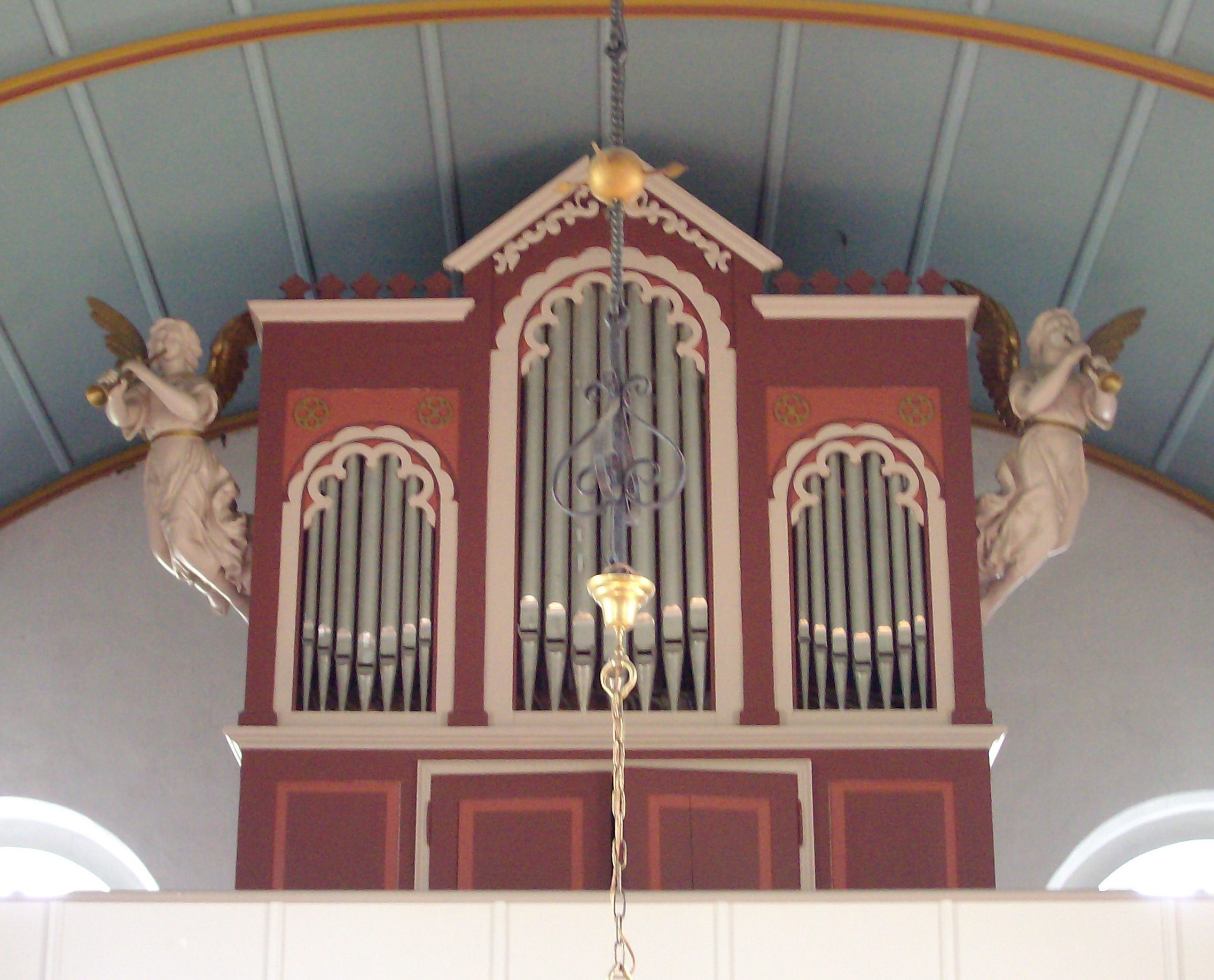
Rohlfs-Orgel

## Interieur
Het interieur wordt overspannen door een houten tongewelf en bezit rode banken, een biedermeier-kansel uit de voorgangerkerk en een orgel van de gebroeders Rohlfs. Het instrument heeft een neoromaanse orgelkas met twee flankerende engelen en werd in de jaren 1876-1878 aan de westelijke kant met acht registers zonder aliquotregister op één manuaal en pedaal gebouwd. Het instrument bleef grotendeels bewaard. Tot het liturgisch vaatwerk behoort een kelk uit 1654 en een kan, een broodschaal en een kelk uit de 20e eeuw.